# Earl Doherty
Earl J. Doherty (nascido em 1941)  é um autor canadense de The Jesus Puzzle (1999), Challenging the Verdict (2001) e Jesus: Neither God Nor Man (2009). Doherty defende uma versão da teoria do mito de Cristo, a tese de que Jesus não existia como figura histórica. Doherty diz que Paulo pensava em Jesus como um ser espiritual executado em um reino espiritual.

## Educação
Doherty declarou que possui um diploma de bacharel em História Antiga e Línguas Clássicas, mas nenhum diploma avançado completo. Seus estudos de graduação lhe deram conhecimentos de grego e latim, aos quais acrescentou um conhecimento básico de hebraico e siríaco .

## Escritos
Doherty foi introduzido à ideia de uma origem mítica de Jesus por, entre outras coisas, a obra de G. A. Wells, autor de vários livros discutindo uma forma moderada da teoria do "mito de Cristo". Em 1999, o livro de Doherty, The Jesus Puzzle: Did Christianity Begin with a Mythical Christ? foi publicado pela Canadian Humanist Publications. Ele auto-publicou um relançamento de 2005 de The Jesus Puzzle sob sua própria marca, Age of Reason Publications, junto com dois outros livros. Challenging the Verdict (2001) é uma crítica de The Case for Christ, um livro de apologética cristã do autor Lee Strobel . Jesus: Neither God Nor Man - The Case for a Mythical Jesus (2009) é uma versão revisada e ampliada do The Jesus Puzzle . Em 2012, Doherty publicou The End of an Illusion: How Bart Ehrman's "Did Jesus Exist?" Has Laid the Case for an Historical Jesus to Rest.
Doherty afirma que o cristianismo começou com uma crença em uma figura espiritual e mítica, que os Evangelhos são essencialmente alegoria e ficção, e que nenhuma pessoa identificável chamada Jesus estava na raiz da tradição de pregação da Galiléia. Doherty argumenta em The Jesus Puzzle (2005) e Jesus: Neither God nor Man—The Case for a Mythical Jesus (2009) que Jesus se originou como um mito derivado do Platonismo Médio, com alguma influência do misticismo judaico, e que a crença em um Jesus histórico surgiu apenas entre as comunidades cristãs no século II.
Segundo Doherty, nenhum dos principais apologistas cristãos antes de 180 d.C, exceto Justino e Aristides de Atenas, incluiu um relato de um Jesus histórico em suas defesas do cristianismo. Em vez disso, Doherty sugere que os primeiros escritores cristãos descrevam um movimento cristão fundamentado na filosofia platônica e no judaísmo helenístico, alcançando a adoração de um deus judeu monoteísta e o que ele chama de "Filho do tipo-logos". Doherty argumenta ainda que Teófilo de Antioquia (c. 163–182), Atenágoras de Atenas (c. 133–190), Taciano, o assírio (c. 120–180) e Marco Minúcio Félix (escrevendo em torno de 150–270) não oferecem indicação de que eles acreditavam em uma figura histórica crucificada e ressuscitada, e que o nome Jesus não aparece em nenhum deles.

### The Jesus Puzzle
Doherty usou o título The Jesus Puzzle ("O quebra-cabeça de Jesus") para quatro obras diferentes.
- No outono de 1997, o Journal of Higher Criticism publicou seu artigo, "The Jesus Puzzle: Pieces in a Puzzle of Christian Origins.".[10]
- Na mesma época, ele criou um site com o mesmo título, no qual desenvolveu o material que mais tarde publicaria em forma de livro. Seu método era publicar um primeiro rascunho bastante grosseiro e depois omitir o material que se mostrou insustentável, mantendo a direção geral do argumento. O site continuou a ser usado para comentários e respostas adicionais a críticas e críticas ao seu trabalho.[11]
- Seu livro de não ficção The Jesus Puzzle: Did Christianity Begin with a Mythical Christ? foi publicado dois anos depois.
- Ele também usou o título de um romance que ele forneceu para download em seu site.[12]

Nos quatro trabalhos, Doherty apresenta visões sobre as origens do cristianismo, promovendo especificamente a visão de que Jesus é uma figura mítica e não uma pessoa histórica. Doherty argumenta que Paulo e outros escritores dos primeiros documentos gnósticos proto-cristãos existentes não acreditavam em Jesus como uma pessoa que encarnou na Terra em um cenário histórico. Em vez disso, eles acreditavam em Jesus como um ser celestial que sofreu sua morte sacrifical nas esferas inferiores do céu nas mãos dos espíritos demoníacos, e foi posteriormente ressuscitado por Deus . Esse mito de Cristo não se baseava em uma tradição que remonta a um Jesus histórico, mas na exegese do Antigo Testamento no contexto do sincretismo religioso judaico - helenístico fortemente influenciado pelo platonismo médio e no que os autores acreditavam ser visões místicas de um Jesus ressuscitado. .
Doherty diz que o mito de Jesus recebeu um cenário histórico apenas pela segunda geração de cristãos, em algum lugar entre os séculos I e II. Ele ainda diz que mesmo o autor do Evangelho de Marcos provavelmente não considerou seu evangelho uma obra literal da história, mas uma composição Midrash alegórica baseada nas profecias do Antigo Testamento . Na hipótese de duas fontes amplamente apoiada, a história de Marcos foi posteriormente fundida com uma tradição separada de ditos anônimos incorporados no documento Q nos outros evangelhos. Segundo Doherty, os autores de Q podem ter se considerado "porta-vozes da Sabedoria de Deus", com Jesus sendo a personificação dessa Sabedoria . Com o tempo, a narrativa evangélica dessa personificação da Sabedoria foi interpretada como a história literal da vida de Jesus. Doherty nega qualquer valor histórico dos Atos dos Apóstolos e refere-se às obras de John Knox, Joseph B. Tyson, JC O'Neill, Burton L. Mack e Richard Pervo na datação de Atos no século II e considerá-lo amplamente baseado na lenda.
Em 2009, Doherty publicou uma edição revisada de seu livro, com um novo título de Jesus: Neither God nor Man, expandido pela incorporação de refutações às críticas recebidas desde 1999 e acumuladas em seu site.

## Recepção
Entre os autores que simpatizam com a opinião de que Jesus nunca existiu, a obra de Doherty recebeu reações mistas. The Jesus Puzzle recebeu críticas favoráveis dos colegas miticistas Robert M. Price e Richard Carrier. Frank Zindler, ex-editor do American Atheist, em uma resenha do The Jesus Puzzle, descreveu-o como "o argumento mais convincente contra o histórico Jesus publicado no meu tempo de vida".
George Albert Wells, que já então argumentava para uma forma mais moderada do mito de Cristo e que rejeita a visão de Doherty de que o mítico Jesus de Paulo não desceu à Terra, descreveu The Jesus Puzzle como um "livro importante". R. Joseph Hoffmann considera que existem "razões para os estudiosos sustentarem" a opinião de que Jesus nunca existiu, mas considera Doherty "um 'discípulo' de Wells" que "reformulou muitas das opiniões do primeiro em The Jesus Puzzle (Age of Reason) Publications, 2005), que é qualitativamente e academicamente muito inferior a qualquer coisa até agora escrita sobre o assunto ". Doherty respondeu que seu trabalho deve muito pouco a Wells.
Escritores que não apoiam necessariamente a hipótese de que Jesus não existia encontraram mérito em alguns dos argumentos de Doherty. Hector Avalos escreveu que " The Jesus Puzzle descreve uma teoria plausível para um Jesus completamente mítico".
Bart Ehrman, especialista em crítica textual do NT e cristianismo primitivo, rejeitou Jesus, Neither God nor Man como "preenchido com tantas declarações e reivindicações desprotegidas e não documentadas, e tantas distorções de fato, que seriam necessários 2.400 livro de páginas para lidar com todos os problemas. . . Nenhuma fonte cristã primitiva apóia a afirmação de Doherty de que Paulo e os que estavam antes dele pensavam em Jesus como um ser espiritual, não humano, que foi executado no reino espiritual, e não no terreno. "
Em um livro que critica a teoria do mito de Cristo, o estudioso do Novo Testamento Maurice Casey descreve Doherty como "talvez o mais influente de todos os miticistas" mas alguém que é incapaz de entender os textos antigos que usa em seus argumentos.